# Elettrotreno Stadler SMILE
Lo SMILE (acronimo dal tedesco Schneller Mehrsystemfähiger Innovative Leichter Expresszug, treno innovativo, espresso, veloce, leggero e multi-sistema; classificato dalle FFS RABe 501 Giruno, e, precedentemente, dal produttore come EC250) è un elettrotreno ad alta velocità prodotto dalla svizzera Stadler.
Concepito per prestare servizio nella galleria di base del San Gottardo, il tunnel più lungo e più profondo del mondo, ne sono stati acquistati nell' Ottobre 2014 e Giugno 2022 e Febbraio 2024, 41 esemplari (29+7+5) dalle Ferrovie Federali Svizzere.

## Storia
Il primo ordine è stato commissionato dalle FFS a ottobre 2014, per un totale di 29 treni in versione a 11 casse, con un'opzione per altri 92 convogli.
Il primo treno è stato presentato all'InnoTrans 2016, in versione ridotta a cinque casse, mentre il primo treno completo è stato mostrato il 18 maggio 2017 presso la Stadler a Bussnang.
Il 2 luglio 2017 il Giruno ha effettuato la prima corsa prova nel tunnel di base del Gottardo, con una velocità massima di 100 km/h.
Il 30 ottobre 2018 il treno 004 ha raggiunto l'impianto Italcertifer dell'Osmannoro per le prove di omologazione al fine di ottenere la circolabilità sulla rete ferroviaria italiana.
Il 4 aprile 2019 l'EC250 ha ottenuto dall'Ufficio federale dei trasporti l'abilitazione a circolare alla velocità di 200 km/h, aprendo quindi la possibilità di circolare in servizio commerciale attraverso la galleria del San Gottardo.

## Caratteristiche tecniche
Il convoglio è un elettrotreno a composizione bloccata di 11 casse, con struttura totalmente articolata e cassa non oscillante; poggia su 12 carrelli, 2 dei quali sono di tipologia "normale", portanti a 2 assi (quelli alle estremità del convoglio, sotto le cabine di guida), mentre i rimanenti 10 sono carrelli Jakobs a due assi con sospensioni pneumatiche. I carrelli motorizzati sono il 2° e il 3° a partire da entrambi i capi del convoglio (per un totale di 8 assi motori su 24).
È possibile accoppiare due convogli in comando multiplo mediante i ganci automatici d'estremità.
Il treno può funzionare con tre diversi tipi di alimentazione elettrica ed è omologato per circolare sulle reti nazionali svizzere, tedesche, italiane e austriache.

### Ambiente viaggiatori e accessibilità
L'ambiente interno è pressurizzato e suddiviso in prima e seconda classe (1ª classe da 117 posti con tre sedili per fila; 2ª classe da 288 posti con quattro sedili per fila), per un totale di 405 posti a sedere.
Il pavimento è composto da zone rialzate e e zone ribassate, rispettivamente a 1 200 mm e a 940 mm dal piano del ferro. Le porte d'accesso sono collocate in posizione paracentrale nelle zone ribassate e sono presenti due accessi per l'incarrozzamento a raso da marciapiedi alti 550 mm o 760 mm dal piano del ferro, per consentire una salita agevole sia sulle banchine svizzere che su quelle italiane.
Il treno dispone di due vani per il trasporto di biciclette.